# Nyagatare
Nyagatare – miasto w Rwandzie; w prowincji Wschodniej; 14 320 mieszkańców (2012). 